# Ostiense
Ostiense är Roms tionde quartiere och har beteckningen Q. X. Namnet Ostiense kommer av Via Ostiense. Quartiere Ostiense bildades år 1921.

## Kyrkobyggnader
- San Benedetto al Gazometro
- Corpus Christi alla Garbatella
- San Cosimato in Ostiense
- Corpus Domini alla Garbatella
- San Filippo Neri in Eurosia
- San Francesco Saverio alla Garbatella
- Santa Galla
- Santi Isidoro ed Eurosia
- San Leonardo Murialdo
- Santa Marcella
- Santa Maria Regina degli Apostoli alla Montagnola
- Sacra Famiglia alla Garbatella
- San Paolo fuori le Mura

Dekonsekrerade kyrkobyggnader
- Cappella della Società Romana Gas

Rivna kyrkobyggnader
- San Salvatore de Porta

## Bilder
| - San Paolo fuori le Mura. - San Cosimato in Ostiense. - San Francesco Saverio alla Garbatella. - Santa Marcella. - Santa Maria Regina degli Apostoli alla Montagnola. |